# Gauri Bazar
Gauri Bazar là một thị xã và là một nagar panchayat của quận Deoria thuộc bang Uttar Pradesh, Ấn Độ.

## Nhân khẩu
Theo điều tra dân số năm 2001 của Ấn Độ, Gauri Bazar có dân số 6224 người. Phái nam chiếm 54% tổng số dân và phái nữ chiếm 46%. Gauri Bazar có tỷ lệ 62% biết đọc biết viết, cao hơn tỷ lệ trung bình toàn quốc là 59,5%: tỷ lệ cho phái nam là 67%, và tỷ lệ cho phái nữ là 56%. Tại Gauri Bazar, 11% dân số nhỏ hơn 6 tuổi.